# 정일초등학교
정일초등학교는 대한민국 전북특별자치도 정읍시에 있는 초등학교다.

## 학교 연혁
- 1940.03.29 소성공립심상소학교 용계간이학교 인가
- 1944.04.20 용계공립국민학교 승격 개교
- 1966.03.18 정일국민학교로 명칭 변경
- 1983.02.15 정읍시로 편입
- 1991.03.12 병설유치원 개원
- 1996.01.01 정일초등학교로 명칭 변경
- 2002.08.31 별관 신축
- 2005.03.02 특수학급 설치
- 2007.03-2009.02 도지정 방과후학교 시범학교 운영
- 2008.09.01 제27대 홍종술 교장 취임
- 2009.09-2010.02 교원능력개발평가 선도학교 운영
- 2010.03-2012.02 도지정 평생교육 시범학교 운영
- 2011.03-2012.02 아토피 중심학교 운영
- 2011.03-2014.02 창의경영학교(사교육절감형) 운영
- 2012.03.01 초등 7학급, 유치원 1학급 편성
- 2012.09.01 제28대 김연님 교장 취임
- 2013.02.15 제64회 졸업식(총 4,164명 졸업)
- 2013.03.01 초등 7학급, 유치원 1학급 편성
- 2014.02.14 제65회 졸업식(총 4,185명 졸업)
- 2014.03.01 초등 7학급, 유치원 1학급 편성
- 2014.09.01 제29대 안경상 교장 취임
- 2015.02.13 제66회 졸업식(총, 4,202명 졸업)
- 2015.03.01 초등 7학급, 유치원 1학급 편성
- 2016.02.05 제67회 졸업식(총, 4,219명 졸업)
- 2016.03.01 초등 7학급(특수학급 1학급), 유치원 1학급 편성